# Université préfectorale des sciences de la santé d'Ehime
 (avril 2025).
L'université préfectorale des sciences de la santé d'Ehime (愛媛県立医療技術大学, Ehime kenritsu iryou gijutsu daigaku) est une université publique du Japon située dans la ville de Tobe.